# Scapulaire de Notre-Dame du Mont-Carmel

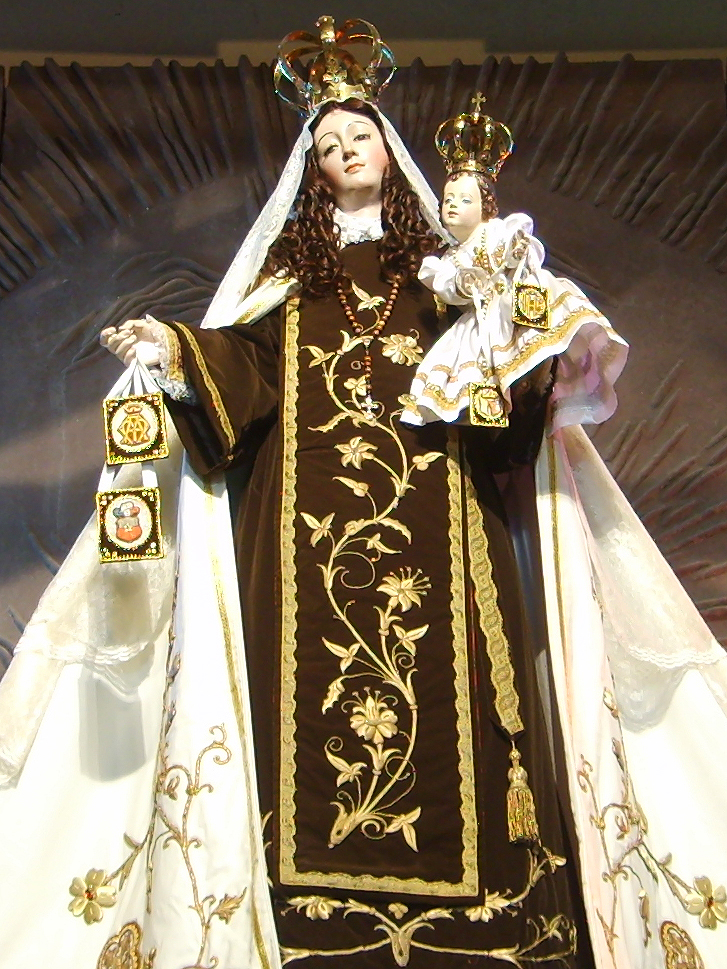
Statue de Notre-Dame du Mont-Carmel présentant au fidèle le Scapulaire carmélitain (Chili).

Le scapulaire de Notre-Dame du Mont-Carmel (également appelé scapulaire carmélitain, ou scapulaire brun), est une pièce de vêtement porté par les membres de l'ordre du Carmel. Ce scapulaire existe également sous une forme très réduite, et porté par les laïcs. Cette dévotion apparait à la fin du XIIIe siècle chez les Carmes et se répand chez les laïcs autour du XVe siècle.
Dans sa forme plus réduite (porté par les laïcs ), il a été largement diffusé par l'Église catholique comme sacramental (à partir du XVIe siècle) et il a certainement servi de modèle pour les dévotions aux autres scapulaires. La fête liturgique de Notre-Dame du Mont-Carmel fixée au 16 juillet, a été longtemps associée à celle du scapulaire carmélitain.
Selon la Congrégation pour le culte divin et la discipline des sacrements du Vatican, le scapulaire de Notre-Dame du Mont-Carmel est un « signe extérieur de la relation filiale établi entre la Bienheureuse Vierge Marie, Mère et Reine du Carmel, et les fidèles qui se confient totalement à sa protection, qui ont recours à son intercession maternelle, qui sont conscients de la primauté de la vie spirituelle et de la nécessité de la prière. »
La dévotion à la Vierge du Carmel, liée au scapulaire, a été longtemps associée à l'intercession pour les âmes du purgatoire. Traditionnellement, dans les représentations de Notre-Dame du Mont-Carmel, la Vierge tend au fidèle un scapulaire de petite taille (destiné aux laïcs).

## Historique

### L'ordre du Carmel

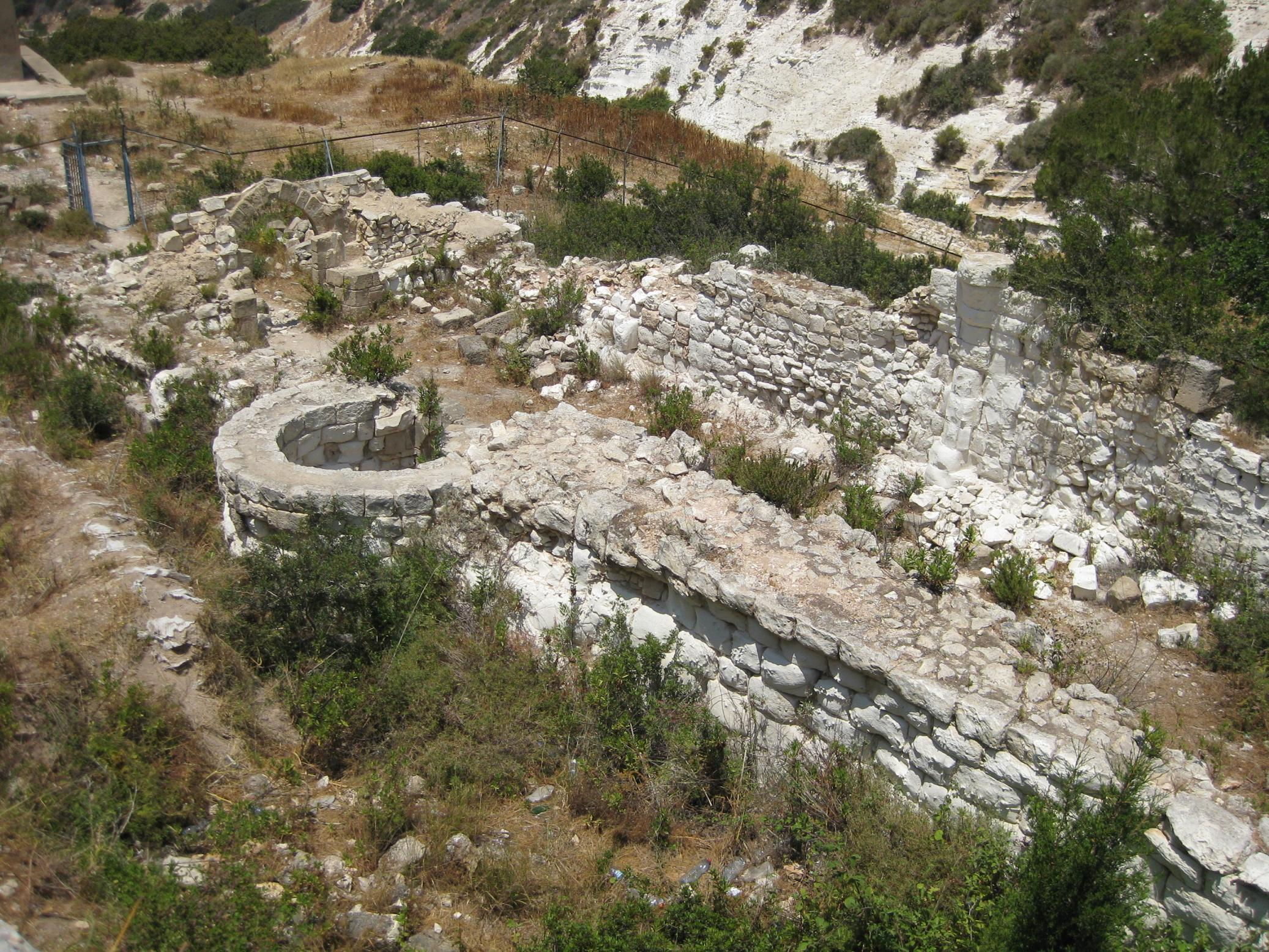
Ruines de la première église Notre-Dame du Mont-Carmel (XII) sur les pentes du mont Carmel.

Au XIIe siècle, des chrétiens croisé occidentaux choisissent de vivre en ermites dans les grottes du mont Carmel, à la recherche de Dieu. Ils s'inspirent des prophètes Élie et Élisée, qui selon une tradition, auraient vécu dans les grottes du mont Carmel et y auraient fondé une « École des prophètes »,,,.
Les premiers ermites, menés par Berthold, construisent une chapelle en l'honneur de la Sainte Vierge, et lui portent une dévotion particulière sous le titre de « Notre-Dame du Mont-Carmel ». Ils la désignent rapidement comme sainte patronne de leur communauté.
Ces ermites du mont Carmel élaborent, aux environs de 1209, une règle de vie approuvée par le patriarche Albert de Jérusalem. La prière est au centre de cette règle de vie.
À la suite de la conquête de la Palestine par Saladin (de la chute de Jérusalem en 1187 par Saladin, jusqu'à la chute de Saint-Jean-d'Acre en 1291), les ermites se réfugient progressivement en Europe (au cours du XIIIe siècle) car leur sécurité ne peut plus être assurée dans leurs ermitages,,.
Lors du concile de Latran de 1215, la papauté voulant réorganiser les ordres mendiants supprime un grand nombre de ces communautés nouvelles, rattachant leurs membres aux deux ordres mendiants officiels (ordre de saint François et ordre de saint Dominique). Elle menace ainsi de supprimer l'ordre des Carmes tout juste créé. Honorius III, en 1226, admet que l’ordre des Carmes puisse être préservé. Le concile de Lyon de 1274 entérine la suppression de 22 ordres religieux nés après 1215, mais sursoit à la suppression des Carmes et des Ermites de saint Augustin. Le Pape Urbain VI, en 1379, confirme le titre, pour le Carmel, d'Ordre de la Bienheureuse Marie, Mère de Dieu, Notre-Dame du Mont-Carmel,.

### Origine et historique de la dévotion

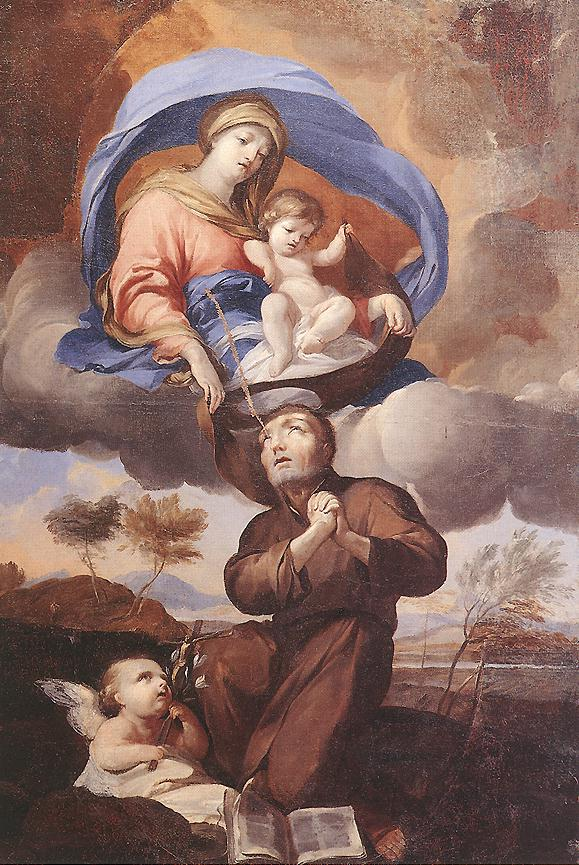
La Vierge remettant le scapulaire à saint Simon Stock, seconde moitié du XVIIe siècle.

À l'origine, le scapulaire était un vêtement utilitaire, du type tablier de travail, fréquemment utilisé par les moines, composé d'un grand morceau de tissu à l'avant et à l'arrière, joint sur les épaules par deux bandes de tissu. Il fait partie de la tenue de certains ordres religieux, y compris les Frères de la Bienheureuse Vierge Marie du Mont Carmel : les Carmes. Les écrits datés de la fin du XIIIe siècle indiquent que les premiers ermites carmes qui ont vécu sur le mont Carmel en Terre sainte au XIIe siècle portaient une tunique brune (ou fauve, grise, ou noire) ceinturée et d'un manteau rayé blanc et brun (parfois blanc et noir),. Lorsque les Carmes quittent le mont Carmel et s'installent en Europe dans le milieu du XIIIe siècle, ils deviennent un ordre mendiant et adoptent une nouvelle tenue qui comprend une tunique marron ceinturée, le scapulaire marron, un capot appelé capuche, et un manteau blanc.
Selon la tradition et certains récits, la Vierge Marie serait apparue à Cambridge à Simon Stock, qui était alors Supérieur Général de l'Ordre du Carmel, au cours du milieu du XIIIe siècle. Les écrits les plus anciens relatant cet événement et datés du XIVe siècle, indiquent que Simon Stock, un Britannique, homme de grande sainteté et dévotion, a longtemps prié la Vierge de protéger son ordre et de lui donner un signe de cette protection. La Vierge lui apparut tenant le scapulaire à la main en disant : « C'est pour vous et les vôtres un privilège, celui qui meurt avec lui sera sauvé. ».

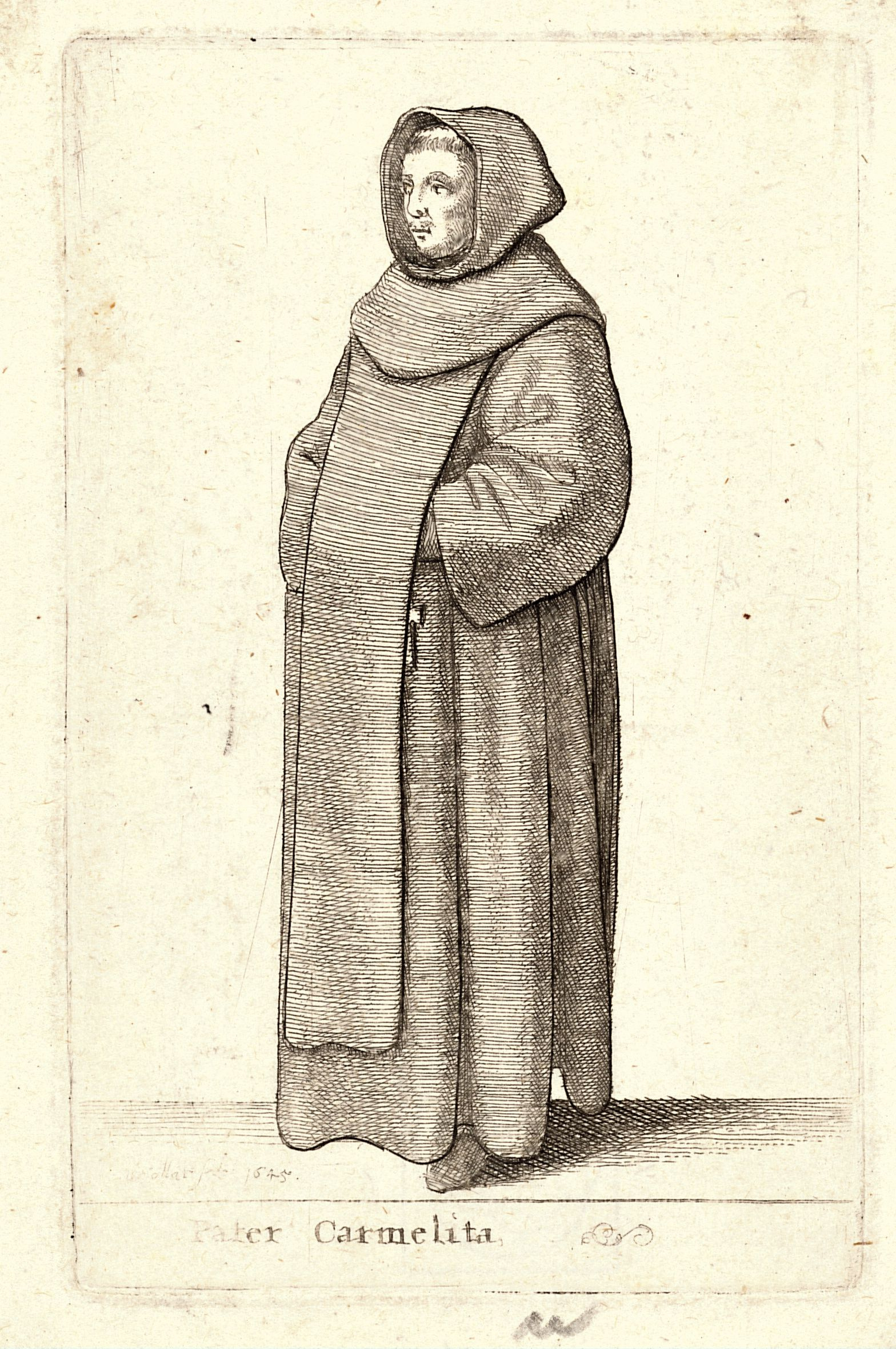
Gravure représentant un frère carme avec son scapulaire (mais sans le manteau blanc).

Au Moyen Âge, le vêtement était une part essentielle de l'identité des membres des ordres religieux. Retirer son vêtement équivalait à quitter l'Ordre. Si la règle de l'Ordinale de Dublin en 1263 établit que les Carmes à cette date ne portaient pas de scapulaire, le chapitre général de l'ordre en 1281 à Londres établit qu'à cette date le scapulaire fait partie de la tenue des Carmes. Les constitutions carmélitaines de 1369 stipulaient même l'excommunication automatique pour tout Carme qui dirait la messe sans scapulaire, tandis que les Constitutions de 1324 et 1294 considèrent comme une faute grave de dormir sans le scapulaire.
Selon Hugh Clarke (Carme), « les origines de la dévotion du scapulaire se trouvent dans le désir des laïcs durant le Moyen Âge d'être étroitement associés à l'Ordre du Carmel et à sa spiritualité. » Il était de coutume pour les laïcs qui appartenaient à une confrérie, fraternité ou un tiers-ordre affilié à un ordre religieux de porter un signe d'appartenance, souvent une partie dérivée de l'habit religieux comme une corde, un manteau ou un scapulaire. Pendant une partie de leur histoire, les membres du Tiers-Ordre carmélite portaient le même manteau blanc que les frères Carmes, voire la tenue complète des Carmes. Le petit scapulaire carmélitain et la promesse de Marie de salut pour son porteur, ont commencé à être diffusés aux laïcs dans la forme actuellement connue par Giovanni Battista Rossi, prieur général des carmes 1564 à 1578.
Le scapulaire carmélitain était, semble-t-il, très largement répandu en Europe à la fin du XVIe siècle. En 1600, le carme Egidio Leoindelicato da Sciacca publie un livre intitulé Giardino Carmelitano, qui comprend les formules de bénédiction pour le Fratelli et Sorelle Compagnia della Madonna del Carmine (laïc qui reçut l'habit complet de l'ordre) et la formule de la bénédiction du scapulaire pour le Devoti della Compagnia Carmelitana. Il s'agit de la première forme apparente de bénédiction pour le petit scapulaire. Il est également intéressant de noter que la formule pour les religieuses (carmélites) ne contient aucune référence au scapulaire, contrairement à celle des carmes qui contient une bénédiction spéciale pour le scapulaire.
L'Église approuve cette dévotion à de nombreuses reprises. Jean-Paul II et de nombreux papes portent le scapulaire du Carmel. À la place du scapulaire de toile, il est possible de le remplacer par la médaille du Sacré-cœur de Jésus et de la Sainte Vierge,. Le « Directoire sur la piété populaire » de la Congrégation pour le culte divin (décembre 2001, publié en mai 2002) comporte un paragraphe sur le scapulaire : on y insiste sur le sens symbolique de cet habit.

### Difficultés historiques

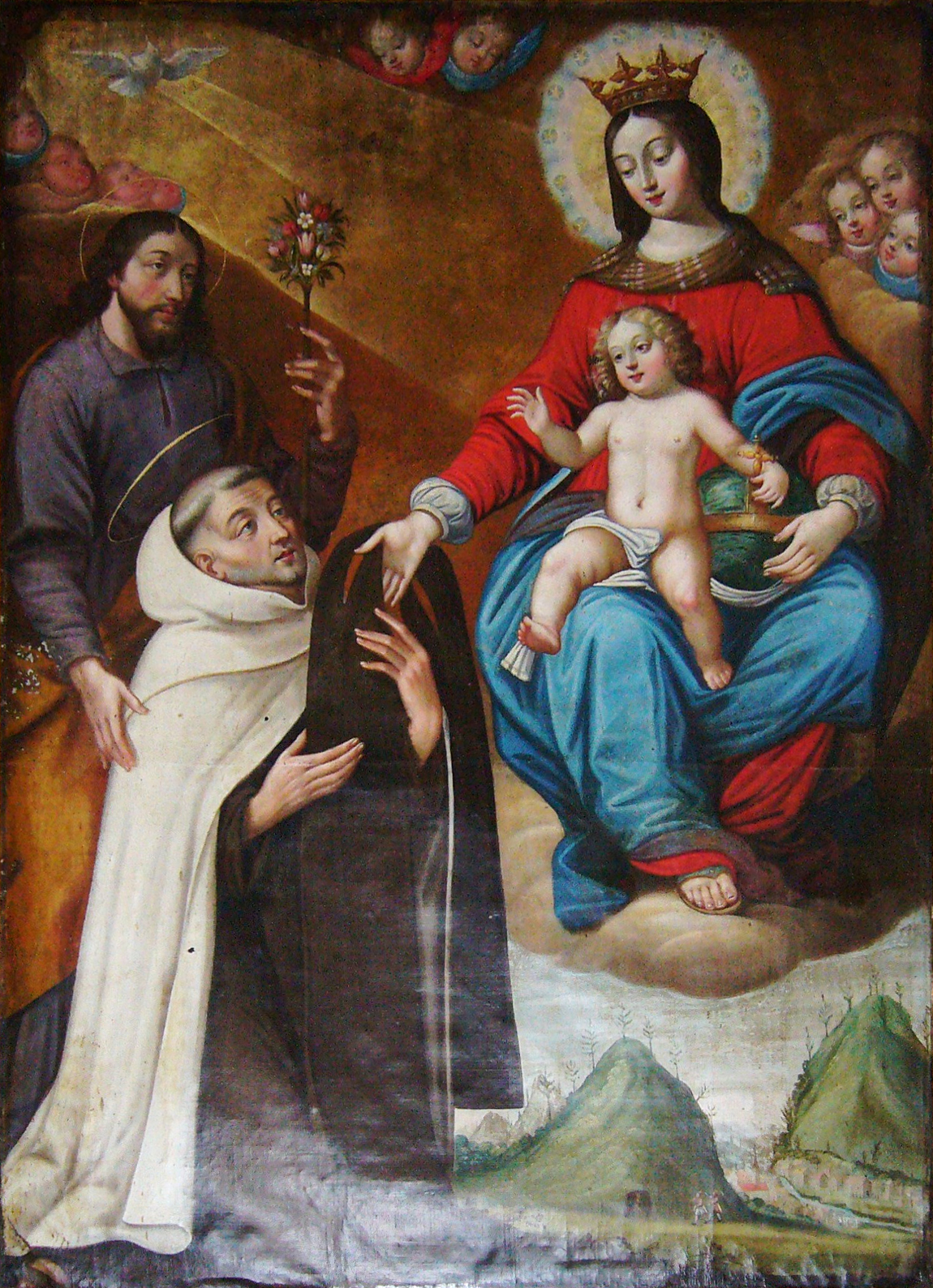
Remise du scapulaire à saint Simon Stock, tableau baroque fin XVIIe siècle, église Sainte-Madeleine de Sainte-Marie-aux-Mines, Haut-Rhin.

Avec les études modernes sur l'histoire des premiers siècles de l'ordre du Carmel, un doute a surgi concernant l'historicité de la vision de scapulaire de Notre-Dame à saint Simon Stock. 
Cette question avait déjà soulevé un vaste débat entre les carmes et les jésuites, à la fin du XVIIe siècle : les Jésuites contestant l'authenticité de la vision de Simon Stock concernant le don du scapulaire. Cette dispute théologique (sur plusieurs décennies) a été, à l'époque, stoppée par le pape Innocent XII en 1698. Il a imposé aux protagonistes de mettre fin aux débats, sans pour autant trancher la question sur le fond. Le pape a cependant confirmé la tradition de réception du scapulaire, et les indulgences qui y sont attachées,,,.
La première mention de la vision apparaît à la fin du XIVe siècle, soit près de 150 ans après la date de 1251 qui il est parfois cité pour la vision,,, alors que cet épisode n'est pas cité dans les premiers récits relatant la vie et les miracles de saint Simon Stock. L'histoire de la tenue vestimentaire du Carmel, de la réglementation et des discussions qui s'y rapportent dans l'Ordre au cours de ce laps de temps, ne mentionne pas ni ne semblerait impliquer une tradition disant que la Sainte Vierge a donné le scapulaire aux carmes, pas plus que les chroniqueurs carmes du XIVe siècle, comme John Baconthorp, ne mentionnent le scapulaire. L'histoire enregistre même un exemple en 1375 quand un carme anglais nommé Nicholas Hornby, engagé dans un débat public avec un frère dominicain, ridiculise le dominicain qui affirme avoir reçu son vêtement de la Bienheureuse Vierge Marie. Hornby n'a pas semblé être au courant d'une affirmation identique, qui aurait été faite par un collègue carme anglais au siècle précédent, pour son propre scapulaire.
Parmi les éléments ayant entrainé une confusion, il a été suggéré qu'un autre Carme que saint Simon Stock ait eu une vision mystique, l'histoire de cette vision ayant plus tard été associée à Simon Stock. Une histoire dominicaine compilée par Gérard de Frachet en 1259-1260 raconte la noyade 1237 et la mort d'un saint dominicain, le bienheureux Jourdain de Saxe, au large de la côte d'Acre, en Israël (près du mont Carmel). Elle mentionne « un certain frère de l'Ordre du Carmel » qui a tenté d'abandonner sa vocation parce que Dieu avait permis que cela arrive à un si saint homme. Le bienheureux Jordan serait alors apparu au frère carme dans une vision, le rassurant que « tous ceux qui servent le Seigneur Jésus-Christ jusqu'à la fin seront sauvés. » Gérard conclut : « le frère lui-même, et le prieur de la même ordonnance, frère Simon, un homme religieux et véridique, ont raconté ces choses à nos frères. » Cette histoire qui a une ressemblance remarquable à l'histoire traditionnelle de la vision du scapulaire et de la promesse de salut, bien qu'avec des différences évidentes, est l'une des très rares références connues de saint Simon Stock écrites de son vivant.
Il a également été souligné que, durant le Moyen Âge, l'étude minutieuse de l'histoire comme actuellement faite était une exception à la règle, et il était très commun, à l'époque, d'habiller les croyances spirituelles et théologiques sous la forme d'une histoire. Le frère Kieran Kavanaugh de l'ordre des Carmes déchaux, a écrit que « du point de vue d'un spécialiste en histoire, il faut admettre qu'il y a un manque de preuves documentaires qui démontrent de manière irréfutable la véracité ou l'historicité de l'apparition. Dans le même temps, il n'existe aucune raison convaincante pour dénoncer l'apparition et de nier définitivement sa vérité. » L’Ordre du Carmel indique sur son site web que, même si l'apparition n'est pas historique, « le scapulaire lui-même est resté pour tous les Carmes un signe de la protection maternelle de Marie et comme un engagement personnel à suivre Jésus sur les traces de sa mère, le modèle parfait de tous ses disciples. »

## Description du scapulaire

### Présentation

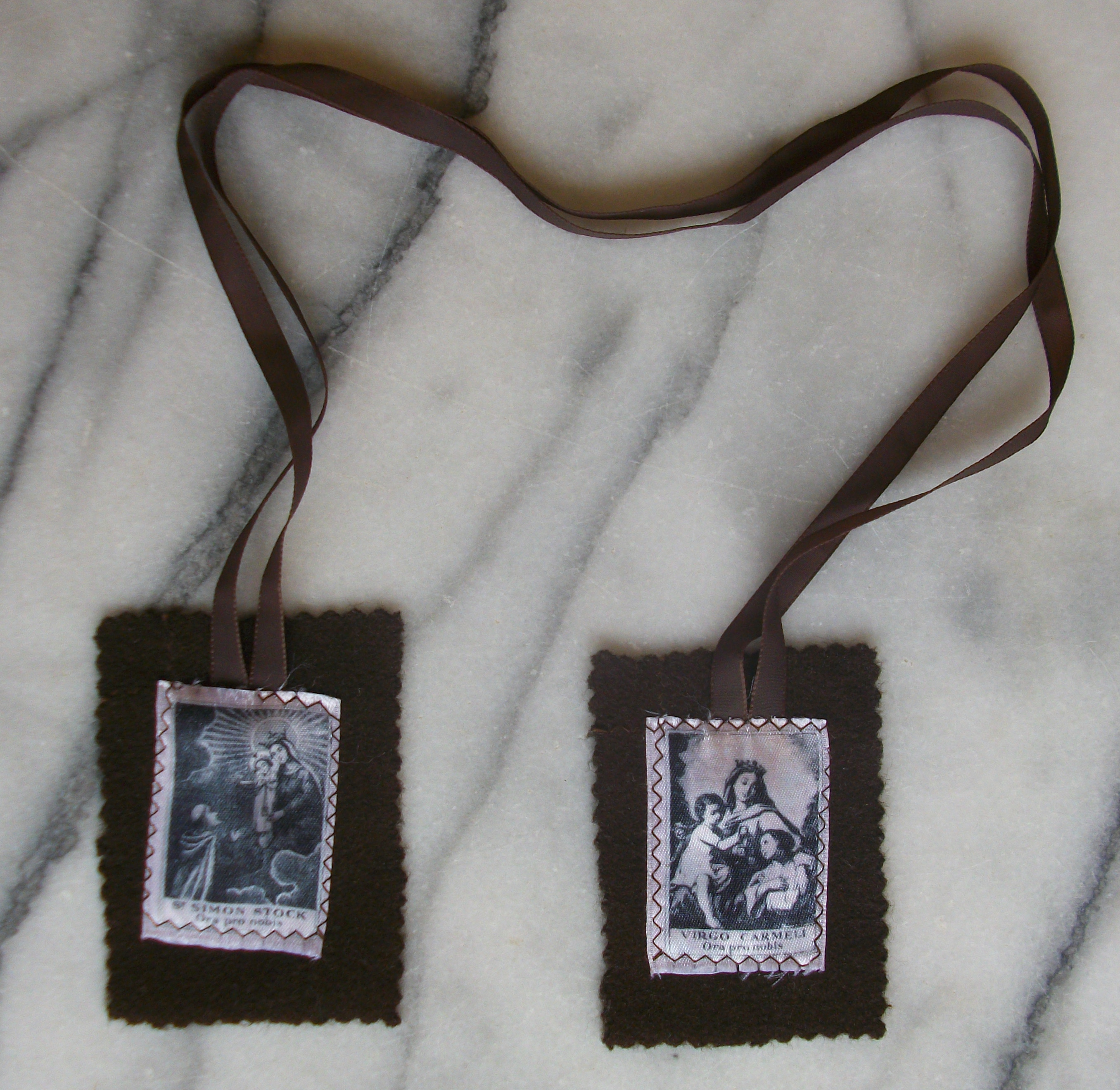
Le scapulaire de Notre-Dame du Mont-Carmel, ou scapulaire carmélitain.

Le scapulaire doit être composé de deux pièces de tissu marron fixées à un lien et posée pour l'une sur la poitrine, et pour l'autre posée sur  son dos. Ces pièces sont rejointes par les deux liens qui passent sur chaque épaule, d'où le mot « scapulaire » (omoplate). Les images cousues sur le scapulaire sont facultatives. Dans le passé, le scapulaire devait être à 100 % en laine, mais ce n'est plus nécessaire, les habits des religieux carmes sont maintenant généralement faits d'autres matériaux plus durables et moins coûteux. Il est normalement porté sous les vêtements, mais non épinglé aux vêtements,.
Parce que la laine se détériore rapidement dans les climats tropicaux, depuis 1910, les personnes membres d'une confrérie peuvent porter un scapulaire sous forme d'une médaille bénie ayant une représentation de Jésus et de son Sacré-Cœur sur une face, et de la  Bienheureuse Vierge Marie sur l'autre. Toutefois, le pape Pie X a exprimé sa préférence pour le scapulaire en tissu. Le pape Benoît XV a également proclamé la forte préférence de l'Église pour le port du tissu plutôt que de la médaille. Cette préférence est due au fait que le tissu représente mieux la valeur de « vêtement » du scapulaire. Cependant, après le décès du porteur, il convient de remplacer la médaille par le scapulaire de toile, lors de la mise dans le linceul.
Celui qui porte un scapulaire s'engage à avoir une prière régulière et une dévotion particulière à la Vierge. C'est un prêtre (ou un diacre) qui le bénit puis le remet à la personne.
Tous les fidèles de l'Opus Dei portent le scapulaire du Carmel, dûment imposé. Les membres du Tiers-Ordre carmélite (et donc de l'OCDS), le reçoivent lors de leur entrée dans l'Ordre.

### Imposition
Le scapulaire doit impérativement être imposé par un prêtre ou un diacre lors d'un temps de prière particulier. Seul un ministre ordonné (prêtre ou diacre) peut imposer le scapulaire à un chrétien baptisé (tout prêtre ou diacre peut le faire),. Le rituel d'imposition marque « un engagement » de celui qui le reçoit.
Il y a une forme de la bénédiction et l'investiture dans le livre des bénédictions qui se trouve normalement dans chaque paroisse catholique. Le rituel d'imposition du scapulaire actuel a été approuvé en 1996 par le Congrégation pour le culte divin et la discipline des sacrements. Il est disponible sous forme d'une brochure publiée par les Éditions du Carmel.
La forme courte de l'imposition est la suivante :
Reçois ce scapulaire, signe d'une relation spéciale avec Marie, la Mère de Jésus, que tu t'engages à imiter. Que ce scapulaire te rappelle ta dignité de chrétien, ton dévouement au service des autres et l'imitation de Marie.
Porte-le comme marque de sa protection et comme signe de ton appartenance à la famille du Carmel, en te disposant à accomplir la volonté de Dieu et à t'engager dans le travail de construction d'un monde qui réponde à son projet de fraternité, de justice et de paix,,.
La forme longue de l'imposition comprend la lecture de plusieurs textes de la bible exprimant l'importance et la symbolique du vêtement dans les écritures. Le choix des textes se fait parmi les suivants :
- Il m’a fait revêtir les vêtements du salut (Es 61,10-11)
- Élisée hérite du manteau d’Élie (2R 2,7-13)
- Revêts la parure de la gloire de Dieu (Ba V 1-5)
- Ta beauté était parfaite. (Ez 16,8-14)
- La femme toucha le vêtement de Jésus et fut guérie (Mc 5,25-34)
- Offrez à Dieu votre personne et votre vie (Rm 12,1-2)
- Dieu a envoyé son Fils, né d’une femme (Ga 4,4-7)
- Il vous faut revêtir l’homme nouveau (Ep 4,17,20-24)
- Revêtez l’équipement de Dieu pour le combat (Ep 6,10-17)

La célébration dure environ 15 minutes.

## Spiritualité

### Enseignement de l’Église catholique
Une déclaration doctrinale 1996 approuvée par la Congrégation pour le culte divin et la discipline des sacrements, déclare que « la dévotion à Notre-Dame du Mont-Carmel est liée aux valeurs historiques et spirituelles de l'Ordre des Frères de la Bienheureuse Vierge Marie du Mont-Carmel et est exprimée à travers le scapulaire. Ainsi, celui qui reçoit le scapulaire devient associé à l'ordre et s'engage à vivre selon sa spiritualité en conformité avec les caractéristiques de son état de vie,,. »
L’Église est intervenue à plusieurs reprises pour clarifier le sens et les privilèges du scapulaire: « Le scapulaire est un habit ou un vêtement marial. Il est à la fois un signe et un gage un signe d'appartenance à Marie ; un gage de sa protection maternelle, non seulement dans cette vie, mais aussi après la mort. Comme un signe, c'est un signe conventionnel signifiant trois éléments intimement associés » : 
- d'abord, en acceptant ce vêtement, le chrétien est associé avec une famille religieuse particulièrement consacrée à Marie : l'Ordre du Carmel[11],[29],
- d'autre part, sa consécration à Marie, la dévotion et la confiance dans son Cœur Immaculé[N 10]
- enfin, « une incitation à devenir comme Marie en imitant ses vertus, surtout son humilité, sa chasteté, et l'esprit de prière »[23].

Marie étant (toujours dans la foi catholique) celle qui amène à Jésus qui a dit « Je suis le Chemin, la Vérité et la Vie » (Jn 14,6). C'est ainsi que l’Église établit officiellement le lien entre le symbole (le scapulaire) et sa signification. Il n'est plus fait mention de la vision de Simon Stock ou de celle du pape Jean XXII en relation avec le privilège sabbatin,,

### Tiers-Ordre et Fraternités Carmélitaines

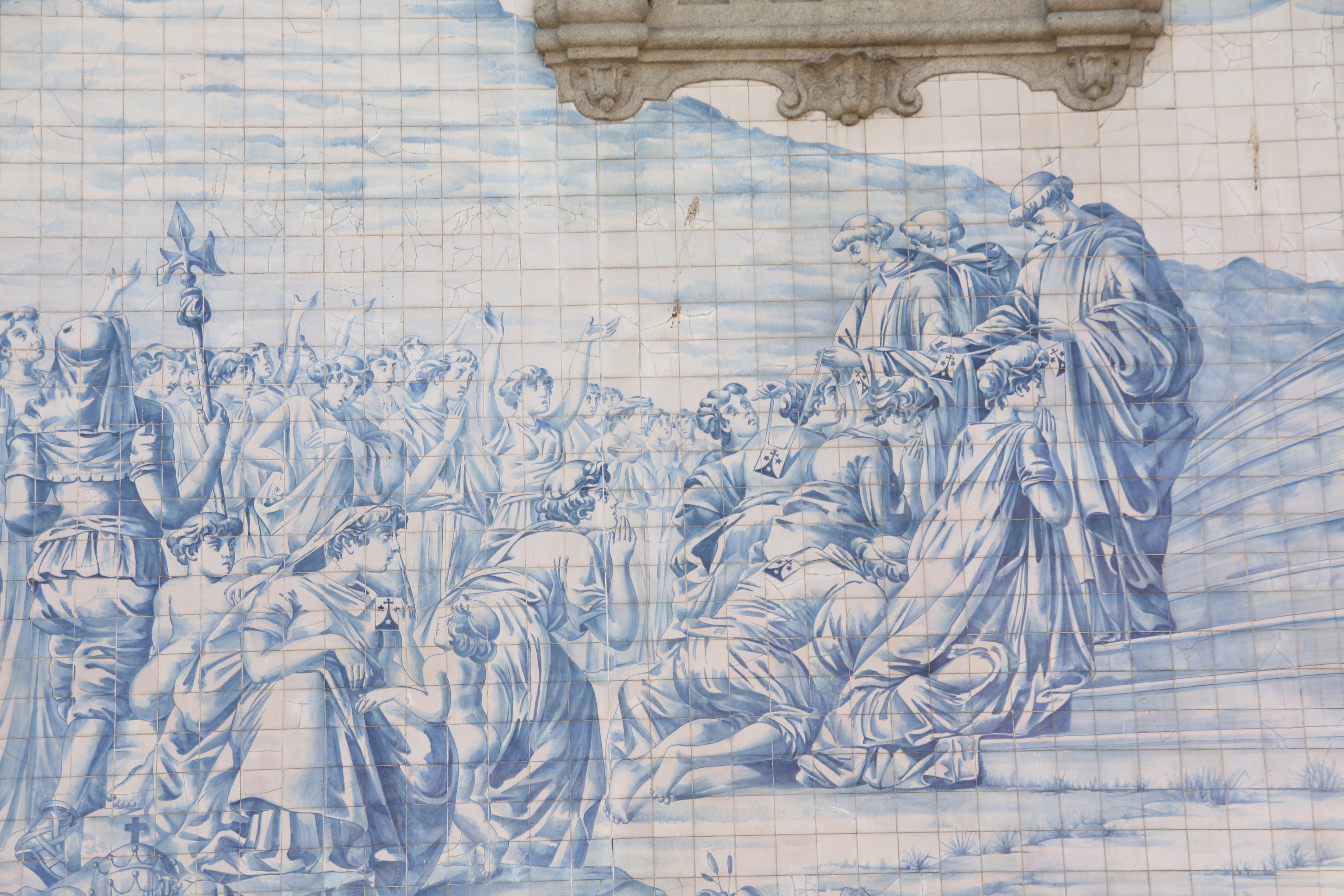
Azulejos de l'église des Carmes de Porto représentant une célébration religieuse où les fidèles laïcs reçoivent leurs scapulaires des mains des frères Carmes.

Comme les autres ordres mendiants tels que les Franciscains, les Carmes ont formé un « Tiers-Ordre » pour les laïcs qu'ils soient mariés ou célibataires, qui souhaitaient participer activement à la spiritualité et au charisme de l'ordre, mais en restant dans leur état de vie laïque. Les laïcs appartenant à l'Ancienne Observance (Grands-Carmes) de la branche du Carmel sont aujourd'hui connus comme Carmes laïques, ceux appartenant à l’ordre des Carmes déchaux (OCD) sont connus comme membres de l'ordre des Carmes Déchaussés Séculiers, les membres de ces deux branches appartiennent à des communautés qui se réunissent régulièrement pour la prière et la formation spirituelle. Le petit scapulaire carmélitain est l'habit de ces Carmes laïcs, avec parfois un scapulaire cérémonial plus grand porté à l'extérieur des vêtements lors des réunions communautaires et des fonctions officielles. Il y a aussi des fraternités du Scapulaire (anciennement regroupées dans des Confrérie de pénitents). Selon la version de 1996 du rite de l'imposition, « La confrérie scapulaire du Carmel est une association de fidèles qui travaillent pour la perfection de la charité dans le monde dans l'esprit de l'ordre du Carmel, qui participent à la vie de l'Ordre et à ses avantages spirituels dans une intime communion de pensées et d'idéaux, en collaboration avec Marie,. »
En Europe, par le passé, il y avait souvent une confrérie locale qui se réunissait par fraternité et pour la formation spirituelle. 
Actuellement, du moins en Amérique du Nord, ceux inscrits par un prêtre dans la Confrérie du Scapulaire n'ont généralement pas de groupe actif, et personne ne tient plus à jour les dossiers des membres inscrits. Des Carmes comme le père. Redento Valabek, O.Carm, ont déploré qu'il n'y ait pas plus de registre central des noms des personnes inscrites à la Confrérie, et a appelé à un retour à la pratique et la nouvelle prise de conscience de la connexion (des laïcs porteurs du scapulaire) à la communauté carmélitaine et à sa spiritualité. Néanmoins, actuellement, le rite d'imposition du scapulaire permet toujours aux laïcs d'être membres de la fraternité carmélitaine, sans pour autant adhérer à une fraternité particulière ou à un autre groupe.

### Promesses du scapulaire

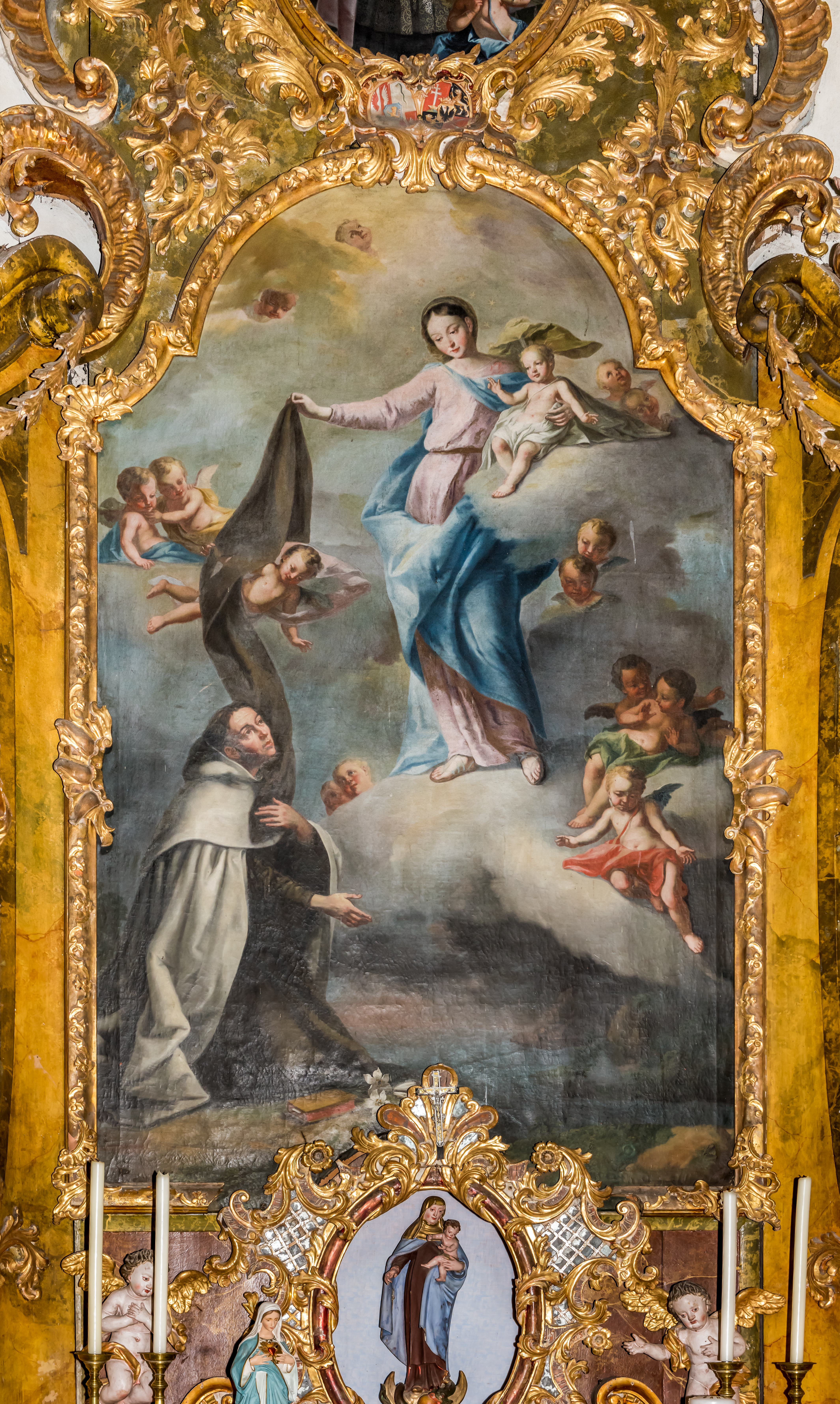
Tableau sur l'autel de la Vierge, église de Gnesau (Autriche).

La première forme de promesse liée au scapulaire indique simplement que les porteurs du scapulaire, généralement des Carmes, seront sauvés. En premier lieu, cela signifiait que les religieux carmes resteraient fidèles à leur vocation. Plus tard, le petit scapulaire s'est répandu chez les laïcs comme un sacramental. La nature de l'aide spirituelle associée au scapulaire a ensuite été décrite plus en détail et plus précisément. Une formulation traditionnelle de la promesse du scapulaire est « Prenez ce scapulaire. Quiconque meurt en le portant ne souffrira pas du feu éternel. Ce sera un signe de salut, une protection lors du danger et un gage de paix ».
Par le passé, le scapulaire avait été prêché comme un moyen facile pour aller au ciel, ce qui a conduit à la critique des dévotions,. Les porteurs de scapulaire ont parfois été accusés de s'égarer dans la superstition. Le catéchisme de l'Église catholique déclare que les sacramentaux comme le scapulaire « ne confèrent pas la grâce de l'Esprit Saint comme le font les sacrements, mais par la prière de l'Église, ils nous préparent à recevoir la grâce et nous disposent à coopérer avec elle »,.
Ceux qui croient en la promesse du scapulaire traditionnel font parfois valoir l'intercession de Marie pour la garantie de conversion mais aussi pour la persévérance, et / ou les derniers sacrements à l'utilisateur, pour garantir ainsi les promesses du scapulaire. Peut-être un autre argument est que le scapulaire étant méprisé par les incrédules et les âmes impies, rejetant la promesse de la Vierge, et donc ils ne sont pas prêts à le porter. L'Encyclopédie Catholique de 1912 affirme que la liste des indulgences, privilèges et indulgences de la Confrérie Scapulaire du Mont-Carmel a été approuvée le 4 juillet 1908, par la Congrégation des Indulgences,.
Le point de foi principal associé au scapulaire est la consécration de l'utilisateur à la Vierge Marie. En 1951, le pape Pie XII a écrit dans une lettre apostolique aux Carmes lors du 700e anniversaire de la vision de Notre-Dame à saint Simon Stock, qu'il espérait que le scapulaire « serait pour eux un signe de leur consécration au Sacré-Cœur de la Vierge immaculée ». Mais aussi : « Le scapulaire est principalement un vêtement. La personne qui le reçoit, de par son acceptation (du vêtement), est associée à un degré plus ou moins grand avec l'Ordre du Carmel ». Il a écrit également, à la même occasion, que la dévotion scapulaire est « adaptée à l'esprit de tous de par sa simplicité même, et ainsi est devenu si universellement répandue parmi les fidèles et il a produit tant et de si fruits salutaires... Tous Carmes, qu'ils vivent dans le cercle des carmes ou carmélites, comme les membres du Tiers-Ordre, réguliers ou séculiers, appartiennent à la même famille de notre Sainte Mère et sont attachés à lui par un lien spécial d'amour, »

### Les âmes du purgatoire

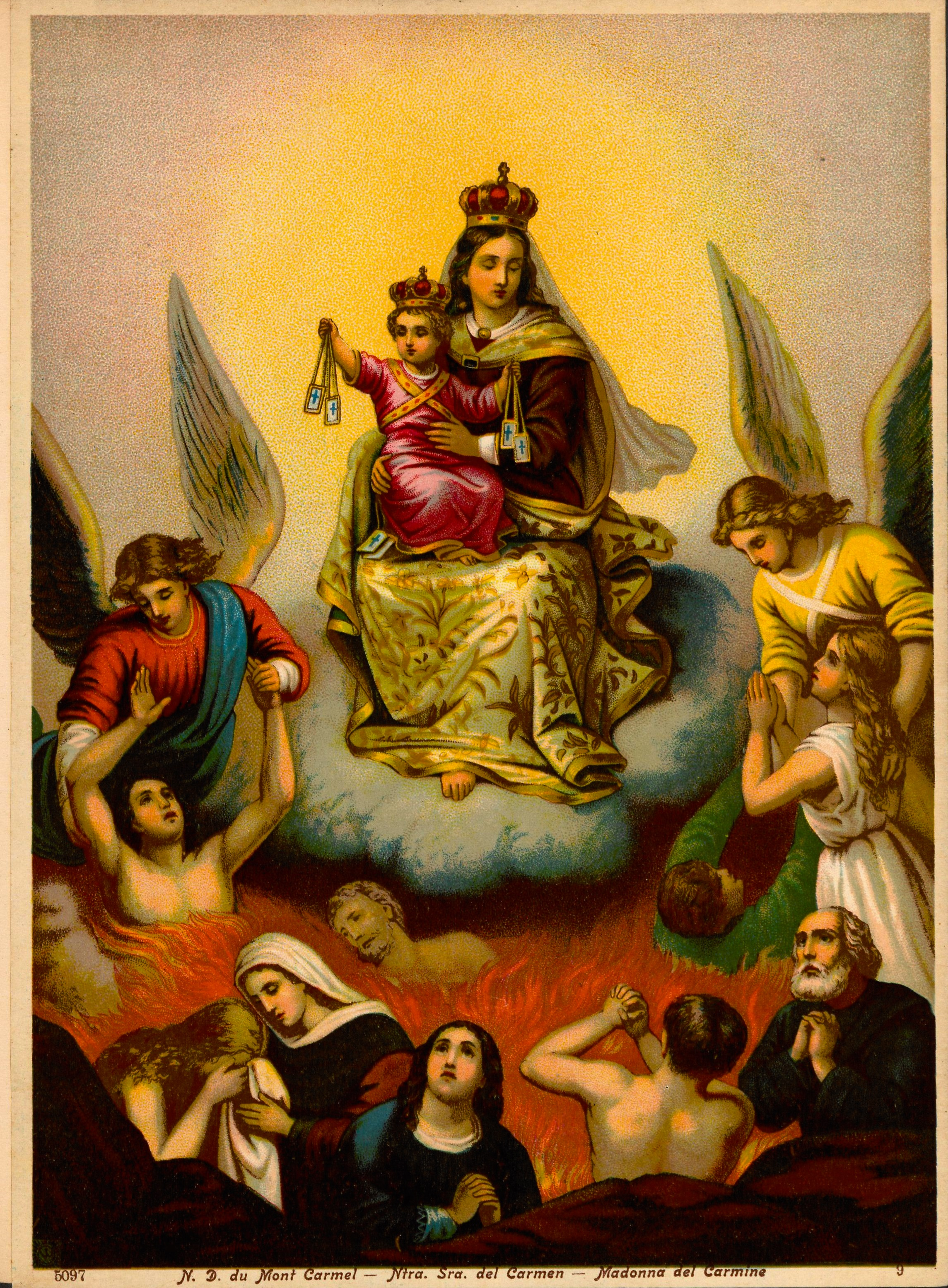
Représentation de Notre-Dame du Mont-Carmel intercédant pour les âmes du purgatoire.

Notre-Dame du Mont-Carmel a été associée avec le purgatoire depuis des siècles. Dans certains cas, elle est représentée accompagnée d'anges et des âmes portant le scapulaire carmélitain, qui plaident pour sa médiation. Cette association est issue de la « Bulle Sabbatine » qu'aurait accordée le pape Jean XXII en 1317 concernant les porteurs du scapulaire de Notre-Dame du Mont-Carmel,.
Aujourd'hui, l’Église catholique, tout en encourageant une croyance en l'aide et la prière de Marie pour leurs âmes après la mort, spécialement son aide à ceux qui portent le scapulaire avec dévotion, et se félicitant de la dévotion à Marie surtout le samedi, n'insiste pas trop sur le privilège sabbatin,.
L'iconographie religieuse représentant les âmes du purgatoire sauvées par la Vierge du Carmel reste importante au cours des XVIIe et XVIIIe siècles.

### Miracles et martyrs
Les porteurs de scapulaire ont, au cours de l'histoire, rapporté plusieurs miracles attribués selon eux à la protection de la Vierge Marie.
Le bienheureux Isidore Bakanja (1885-1909) a été béatifié le 24 avril 1994 par le pape Jean-Paul II lors du synode des Évêques sur l'Afrique avec le titre de martyr. Isidore Bakanja avait été tué par son patron qui ne tolérait ni l'influence qu'il avait sur les autres ouvriers, ni le fait qu'il portait ostensiblement le scapulaire carmélitain.